# Veleještěrka modroskvrnná
Veleještěrka modroskvrnná (Gallotia galloti) je ještěr z čeledi ještěrkovitých žijící endemicky na Kanárských ostrovech, jmenovitě na ostrovech Tenerife, La Palma, La Gomera a El Hierro. Včetně ocasu dorůstá velikosti až 40 centimetrů a samci jsou o trochu větší než samice. Stravuje se rostlinami a hmyzem.

## Poddruhy
Rozlišující se čtyři poddruhy veleještěrky modroskvrnné:
- Gallotia galloti eisentrauti
- Gallotia galloti galloti
- Gallotia galloti insulanagae
- Gallotia galloti palmae